# Octavian Onofrei
Octavian Onofrei (Orhei, 16 maggio 1991) è un calciatore moldavo, attaccante svincolato.